# ペーター・マクウィリアム
ペーター・マクウィリアム（Peter McWilliam, 1879年9月21日 - 1951年10月1日）は、スコットランド・インヴァネス出身のサッカー選手、サッカー監督。ポジションはミッドフィールダー。

## 概要
現役時代はニューカッスル・ユナイテッドFCで241試合に出場し、3度のリーグ優勝と1度のFAカップ優勝を経験。ニューカッスルの黄金期を支えた選手のひとりだった。
監督としては1912年から指揮を取ったトッテナム・ホットスパーFCでクラブを2度目のFAカップ優勝に導いた。トッテナムでは1938年からも監督を務め、トッテナムを指揮した監督としては最長となる18年間指揮を取った。(ただし世界大戦により実質の期間はこれより少ない。)
1950-51シーズンにトッテナムを初のリーグ優勝に導いたアーサー・ロウは選手時代の指揮官であったマクウィリアムのクイックパスを多用するポゼッションスタイルのサッカーに着想を得て、「プッシュ・アンド・ラン」のスタイルを編み出したとされている。また、その後の1960-61シーズンにトッテナムを20世紀初のダブルへ導いたビル・ニコルソンもまた選手時代にマクウィリアム、ロウのスタイルを学んだ。
ヴィク・バッキンガムもまた、選手時代にマクウィリアムからこのスタイルのサッカーを学び、そのスタイルをアヤックス・アムステルダムやFCバルセロナの指揮を取った時に発展させ、トータル・フットボールとして後任のリヌス・ミケルスが編み出したスタイルに影響を与えた。
このクイックパス、ポゼッションスタイルのサッカーはマクウィリアム自身はニューカッスル時代の指揮官ロバート・スミス・マッコールから学んだ。このスタイルの源流は19世紀のサッカースコットランド代表にまで遡ることができる。

## タイトル

### 選手時代
ニューカッスル
- フットボールリーグ:1904-05,1906-07,1908-09
- FAカップ:1909-10
- FAチャリティ・シールド:1909
- シェリフ・オブ・ロンドン・チャリティ・シールド:1906-07

### 監督時代
トッテナム
- FAカップ:1920-21
- FAチャリティ・シールド:1921
- フットボールリーグ・セカンドディビジョン:1919-20

ミドルズブラ
- フットボールリーグ・セカンドディビジョン:1928-29